# Gmina Nowa Sarzyna
Die Gmina Nowa Sarzyna  ist eine Stadt-und-Land-Gemeinde im Powiat Leżajski der Woiwodschaft Karpatenvorland in Polen. Ihr Sitz ist die gleichnamige Stadt mit etwa 6000 Einwohnern.

## Gliederung
Zur Stadt-und-Land-Gemeinde (gmina miejsko-wiejska) gehören neben der Stadt Nowa Sarzyna folgende Dörfer mit einem Schulzenamt:
Jelna
Judaszówka
Łętownia
Łętownia-Gościniec
Łukowa
Majdan
Ruda Łańcucka
Sarzyna
Tarnogóra
Wola Zarczycka
Wólka Łętowska

## Persönlichkeiten
- Damian Andrzej Muskus (* 1967), Geistlicher und Weihbischof in Krakau; geboren in Nowa Sarzyna.
- Kryspin Dubiel (* 1973), römisch-katholischer Geistlicher, Erzbischof und Diplomat des Heiligen Stuhls